# Kalâa Sport
Kalâa Sport (arabe : القلعة الرياضية) est un club tunisien de football fondé en 1961 et basé dans la ville de Kalâa Seghira.
Il évolue en 2015-2016 en Ligue régionale du Centre (Sousse) dont il remporte le championnat pour accéder en Ligue III.
En décembre 2020, il valide sa montée en Ligue II.
En novembre 2023, Lotfi Hannachi est désigné entraîneur en remplacement d'Ikbal Rouatbi.

## Palmarès
| Compétitions mineures |
| --- |
| - Coupe de la Ligue amateur (1) : - Vainqueur : 2011 - Championnat de la Ligue régionale du Centre (1) : - Vainqueur : 2015 |